# Prinsen og Prinsessen af Wales Ankomst til Trondhjem
|  | Denne artikel er oprettet af botten Steenthbot ud fra en ekstern database. Den kan derfor have sproglige fejl eller mangler. Denne skabelon kan fjernes efter kontrol af indholdet. |

Prinsen og Prinsessen af Wales Ankomst til Trondhjem er en dansk dokumentarisk optagelse fra 1906 instrueret af Peter Elfelt.